# Тулло, Норма
Норма Тулло (31 января 1935 г. — 18 февраля 2019 г.) — австралийский модельер, известная использованием австралийской шерсти в своих коллекциях женской одежды в 1960-х и 1970-х годах. Лауреат премий Wool Board Awards, Lyrebird Award и David Jones Award. В 1972 году была награждена званием члена Ордена Британской империи за заслуги в сфере моды.

## Ранняя жизнь и карьера
Норма Талло родилась 31 января 1935 года в Австралии. До того как стать дизайнером, она работала секретарём в юридической фирме в Мельбурне, где начала шить одежду для себя и своих подруг 
В начале 1960-х годов она открыла собственную студию в Мельбурне. С самого начала своей карьеры выступала сторонницей использования натуральных волокон, особенно шерсти, продвигая австралийскую шерсть как высококачественный материал.
В 1965 году Талло была приглашена к сотрудничеству с компанией Butterick Patterns, для которой разрабатывала выкройки одежды для домашнего шитья в рамках их серии «Молодые дизайнеры».
В 1966 году она подписала контракт с японским универмагом Isetan. 